# 阿尼库尔
阿尼库尔（法語：Hagnicourt，法語發音：[aɲikuʁ]）是法国大東部大區阿登省的一个市镇，属于勒泰勒区。

## 地理
阿尼库尔（49°36'32"N, 4°35'6"E）面积5.75 平方千米，位于法国大東部大區阿登省，该省份为法国北部内陆省份，西接埃纳省，南至马恩省，东临默兹省，北与比利时接壤。
与阿尼库尔接壤的市镇（或旧市镇、城区）包括：马泽尔尼、旺斯河畔蒙蒂尼、沃蒙特勒伊。

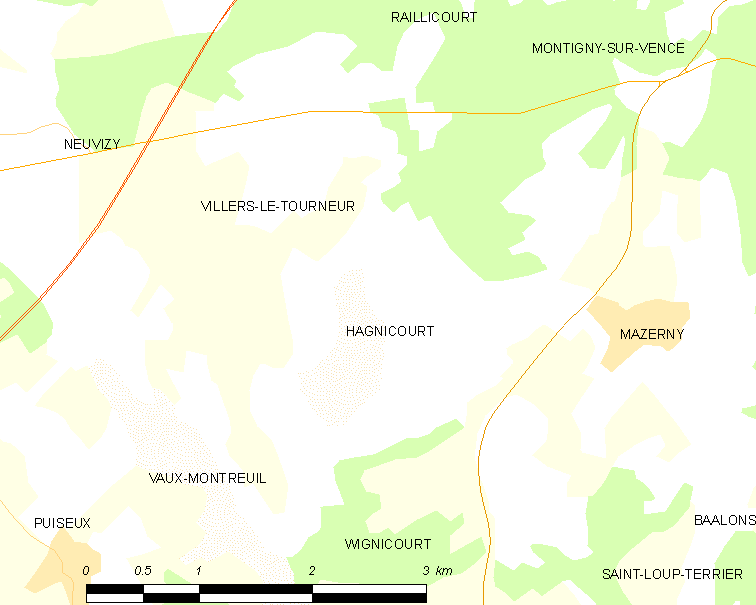
阿尼库尔的OSM定位图

阿尼库尔的时区为UTC+01:00、UTC+02:00（夏令时）。

## 行政
阿尼库尔的邮政编码为08430，INSEE市镇编码为08205。

## 政治
阿尼库尔所属的省级选区为锡尼拉拜县。

## 人口

1962-2008年间阿尼库尔人口变化图示

阿尼库尔于2022年1月1日时的人口数量为68人。